# Buck the World
Buck the World – drugi studyjny album amerykańskiego rapera Young Bucka.

## Informacje podstawowe
Tytuł jest grą słów na tytule „Fuck the World”. Buck the World został wydany 27 marca 2007.
Produkcją zajęli się Dr. Dre, J.U.S.T.I.C.E. League, Jazze Pha, Lil Jon i Polow da Don, a także inni. Występy gościnne na płycie nagrali 50 Cent, Chester Bennington, Young Jeezy, Bun B, Trick Daddy, Lyfe Jennings i inni.
Pierwszym singlem było „I Know You Want Me”, wyprodukowane przez Jazzego Pha, który także zaśpiewał w utworze. Kolejnym było „Get Buck”, wyprodukowane przez Polow da Dona, ostatni był „U Ain’t Goin’ Nowhere”, wydany 18 maja 2007.

## Lista utworów
| #  | Tytuł                          | Producenci                               | Goście                         | Czas |
| -- | ------------------------------ | ---------------------------------------- | ------------------------------ | ---- |
| 1  | „Push 'Em Back”                | Young RJ                                 |                                | 3:55 |
| 2  | „Say it to My Face”            | Jiggalo, Craig Lane (co-production)      | Bun B, 8Ball & MJG             | 3:39 |
| 3  | „Buss Yo' Head”                | J.U.S.T.I.C.E. League                    |                                | 4:58 |
| 4  | „I Ain’t Fucking wit’ U!”      | Hi-Tek                                   | Snoop Dogg, Trick Daddy & Dion | 3:43 |
| 5  | „Get Buck”                     | Polow da Don                             |                                | 4:14 |
| 6  | „Buck the World”               | Jake One                                 | Lyfe Jennings                  | 3:46 |
| 7  | „Slow Ya Roll”                 | DOC & Gramps                             | Chester Bennington             | 3:43 |
| 8  | „Hold On”                      | Dr. Dre, Che Vicious (co-production)     | 50 Cent                        | 3:59 |
| 9  | „Pocket Full of Paper”         | DJ Toomp                                 | Young Jeezy                    | 3:45 |
| 10 | „Haters”                       | Vitamin D                                | Kokane                         | 4:10 |
| 11 | „U Ain’t Goin’ Nowhere”        | Dr. Dre & Mark Batson                    | LaToiya Williams               | 3:59 |
| 12 | „Money Good”                   | Lil Jon                                  |                                | 4:12 |
| 13 | „Puff Puff Pass”               | Tha Bizness                              | Ky-Mani Marley                 | 4:40 |
| 14 | „Clean Up Man”                 | Jake One, G Koop (additional production) |                                | 4:22 |
| 15 | „4 Kings”                      | Jazze Pha                                | T.I., Young Jeezy & Pimp C     | 4:52 |
| 16 | „I Know You Want Me”           | Jazze Pha                                | Jazze Pha                      | 4:47 |
| 17 | „Lose My Mind”/„Funeral Music” | Eminem Key Kat                           | Performed by 50 Cent           | 6:54 |

### Niewydane utwory
- „Do It Myself”
- „Dead or Alive”
- „Sellin' Everything” (featuring B.G.)
- „Gone In The Morning” (featuring Trey Songz)